# Felice Cornicula
Felice Cornicula o Cornicola (en latín, Felix cognomento Cornicula) fue un militar del siglo VIII que gobernó la Venecia bizantina con el título de magister militum (c. 738). En obras antiguas su nombre es castellanizado como Félix Cornícula o Félix Cornícola.
El cognomento o segundo nombre de Felice, «Cornicula», podría indicar el cargo que este ocuparía en la administración cívico-militar bizantina. Felice sería un corniculario (en latín, cornicularius), un puesto importante en la jerarquía del officium (el conjunto de oficiales que asistían a un superior en las tareas de gobierno y administración) de un alto mando imperial.
Hacia el año 738, acabado el período de gobierno de Domenico Leone en la Venecia bizantina, el exarca de Rávena, la máxima autoridad imperial en Italia, eligió a Felice Cornicula para que sustituyera a Leone al frente del gobierno de la laguna veneciana por un período de un año. De esta forma, Felice Cornicula se convirtió en el segundo de los magistri militum que desempeñaron el mando en Venecia hasta la restauración de los duces hacia el año 742.
Aunque no se conserva ningún dato sobre su etapa de gobierno, el escritor y bibliógrafo británico William Carew Hazlitt afirmaba, siguiendo los textos escritos por el dux Andrea Dandolo a mediados de siglo XIV, que Felice Cornicula poseía un carácter apacible y modesto y que durante su gobierno actuó con justicia y moderación.